# پراتیک بابار
پراتیک بابار (انگلیسی: Prateik Babbar؛ زادهٔ ۲۸ نوامبر ۱۹۸۶) هنرپیشه اهل هند است.
از فیلم‌ها یا برنامه‌های تلویزیونی که وی در آن نقش داشته‌است می‌توان به اگه بدونی یا نه، باغی ۲، تبعیض، یک عکس بگیرید، خاطرات بمبئی، ملک، دربار، حماسه بمبئی، قدرت، یک عاشق دیوانه بود و باچان پاندی اشاره کرد. او قبل از شروع بازیگری، در کار تبلیغات در تلویزیون بود و برای شرکت‌هایی مثل نستله و کیت کت تبلیغ می‌کرد.
وی همچنین برندهٔ جوایزی همچون جایزه فیلم‌فیر شده‌است.